# Svedjeholmens IF
Svedjeholmens IF, en ishockeyklubb i Domsjö utanför Örnsköldsvik. Klubben bildades 1937 av ett antal ungdomar under namnet Svedjeholmens Kamraterna. Redan året därpå bytte man till det nuvarande namnet efter att Riksidrottsförbundet underkänt ursprungsnamnet. Under 1940-talet var skidåkning och orientering föreningens huvudverksamhet. 1958 ansökte man om medlemskap i Svenska Ishockeyförbundet och sonderade om möjligheterna att anlägga en ishockeyplan.

## Säsonger i Division 1
A-lagets största framgång nåddes säsongen 1999/2000 då man för första gången fick spela i division 1. Där höll man sig kvar till 2003/04 och nådde som bäst en sjunde plats. 2012 beslutade man sig för att lägga ner både A-laget och J18-laget och koncentrera sig på ungdomsverksamheten.
| Säsong    | Division           | Placering | Vårserie        | Playoff/Kval     |
| --------- | ------------------ | --------- | --------------- | ---------------- |
| 1999/2000 | Division 1 Norra B | 7         |                 | 2:a i kvalserien |
| 2000/2001 | Division 1 Norra B | 8         |                 |                  |
| 2001/2002 | Division 1 Norra B | 7         |                 |                  |
| 2002/2003 | Division 1 Norra B | 10        | 5:a i vårserien | 2:a i kvalserien |
| 2003/2004 | Division 1 Norra B | 10        | 7:a i vårserien | nerflyttade      |